# Oskar Bauer (Fußballspieler)
Oskar Bauer (* 24. September 1956 in Sandhofen) ist ein ehemaliger deutscher Fußballspieler.

## Karriere
Bauer spielte auf der Position des zentralen Abwehrspielers und kam in der 2. Bundesliga auf 323 Einsätze. Mit dem SV Waldhof Mannheim wurde er 1982/83 Meister der Zweiten Liga und stieg in die 1. Bundesliga auf. Dort war er in der Saison 1983/84 nur noch siebenmal im Einsatz. Bei der Begegnung am 24. September 1983 zwischen dem SV Waldhof und dem 1. FC Nürnberg erzielte er sein einziges Bundesligator. Durch das Tor gewann Mannheim mit 1:0.